# Persicaria prostrata
Persicaria prostrata är en slideväxtart som först beskrevs av Robert Brown, och fick sitt nu gällande namn av Sojak. Persicaria prostrata ingår i släktet pilörter, och familjen slideväxter. Inga underarter finns listade i Catalogue of Life.